# De långhåriga merovingerna
De långhåriga merovingerna är en essäsamling av Frans G. Bengtsson som utkom första gången 1933. Samlingen är uppkallad efter en av essäerna med samma namn. Denna essä är en berättelse på 35 sidor som baseras på Frankerkrönikan (Historia Francorum) författad i slutet av 500-talet av  Gregorius, biskop av Tours.  Merovingerna  var en kungaätt som, med många inbördes strider, regerade i Frankerriket från 400-talet till 700-talet.

## Innehåll
Essäernas titlar är:
- Zaleukos
- De långhåriga merovingerna
- Lakonismer
- Den romantiska vildmarken
- Två amerikanska kavallerister (J.E.B. Stuart och N.B. Forrest)
- Skyttegravsepik
- Gertrude Bell
- Äreminne över Magliabechi
- När  Marlborough drog i kriget
- Lincoln i förmörkelse
- Robinson Crusoe
- Vetenskapen om namn
- Othello och fotbollsreferenten
- Meditation över den gifte mannens lycka
- En dröm om människan
- Försök till en optimistisk betraktelse
- Vintermänniskan

## Digitaliserad utgåva
- De långhåriga merovingerna och andra essayer. Stockholm: Bonnier. 1933. Libris sc3jwxhtqm9g5bf5. https://gupea.ub.gu.se/2077/84594